# Narcissus Lake
Der Narcissus Lake ist ein kleiner See an der Ingrid-Christensen-Küste des ostantarktischen Prinzessin-Elisabeth-Lands. In den Vestfoldbergen liegt er östlich des Ekho Lake auf der Nordseite der Breidnes-Halbinsel.
Australische Wissenschaftler benannten ihn in Anlehnung an die Benennung des Ekho Lake. Namensgeber ist Narziss, einer Figur aus der griechischen Mythologie.